# Кокшанка (ручей)
Кокша́нка — ручей в России, в Граховском районе Удмуртии. Левый приток реки Кокшанки. Длина реки составляет 7 км.
Берёт начало в поле, далее формирует овраг и течёт через еловый лес. Принимает слева небольшой сезонный водоток, затем минует деревню Новая Бондюга и автомобильный мост. Снова втекает в сосновый лес. Впадает в Кокшанку севернее деревни Новый Кокшан.